# Hurry Up, We're Dreaming
Hurry Up, We're Dreaming è il sesto album in studio del gruppo musicale francese M83, pubblicato il 18 ottobre 2011.

## Descrizione
Si tratta di un doppio CD prodotto da Justin Meldal-Johnsen e mixato da Tony Hoffer. L'album è stato registrato negli Stati Uniti, e precisamente al Sunset Studio e al The Sound Factory di Los Angeles, in California.
Alla realizzazione del disco hanno collaborato Brand Laner dei Medicine e la musicista statunitense di origine russa Zola Jesus.
Il tour promozionale del disco è partito da Città del Messico il 15 ottobre 2011, ha fatto tappe in Europa, Australia, Nuova Zelanda, Stati Uniti, e si è concluso l'8 novembre 2012 a Londra.
Nel novembre 2012 è stata pubblicata un'edizione deluxe del disco, comprendente un terzo CD che racchiude diversi remix dei brani Midnight City, Reunion e Steve McQueen.

## Accoglienza
Per quanto riguarda la critica, il disco è stato accolto positivamente da quasi tutti i siti e le riviste specializzate. Il sito Pitchfork ha dato il voto di 9,1/10; e lo ha inserito al terzo posto tra i migliori album del 2011; il portale AllMusic ha conferito all'album il giudizio di 4/5; inoltre Spin ha giudicato l'album col voto di 7/10, così come NME.
L'album ha inoltre ricevuto una nomination ai Grammy Awards 2013 nella categoria "Best Alternative Music Album".

## Tracce
Tutte le tracce sono state composte da Anthony Gonzalez, eccetto Splendor, scritta dallo stesso Gonzalez con Brad Laner. Ha collaborato alla musica Justin Meldal-Johnsen. Hanno collaborato ai testi Yann Gonzalez, Morgan Kibby e Brad Laner.
CD 1
1. Intro – 5:22
2. Midnight City – 4:03
3. Reunion – 3:55
4. Where the Boats Go – 1:46
5. Wait – 5:43
6. Raconte-moi une histoire – 4:04
7. Train to Pluton – 1:15
8. Claudia Lewis – 4:31
9. This Bright Flash – 2:23
10. When Will You Come Home? – 1:23
11. Soon, My Friend – 3:09

Interlude
1. Mirror (bonus track download) – 5:45

CD 2
1. My Tears Are Becoming a Sea – 2:31
2. New Map – 4:22
3. OK Pal – 3:58
4. Another Wave from You – 1:53
5. Splendor – 5:06
6. Year One, One UFO – 3:17
7. Fountains – 1:21
8. Steve McQueen – 3:48
9. Echoes of Mine – 3:39
10. Klaus I Love You – 1:44
11. Outro – 4:07

## Formazione
- Anthony Gonzalez - voce, direzione artistica, cori, chitarra elettrica, tastiera, piano, sintetizzatore, battimani, arrangiamenti orchestrali
- Morgan Kibby - cori, monologo
- Loïc Maurin - batteria, percussioni, battimani
- Gabriel Johnson - tromba
- James King - sax, flauto
- Brad Laner - cori, voce
- Justin Meldal-Johnsen - chitarra acustica, basso, chitarra elettrica, tastiere, mandolino, percussioni, battimani
- Zola Jesus - voce
- Joey Waronker - batteria, percussioni
- Patrick Warren - piano
- Amy White - cori
- Tipple - chitarra acustica
- Lyle Workman - chitarra acustica, banjo, mandolino
- The Purple Mixed Adult Choir - cori, battimani
- The Shakespeare Bridge Childern's Choir - cori, battimani
- Chelsea Alden, Lydie Benzakin, Zelly Boo Meldal-Johnsen - monologo

## Classifiche
| Classifica (2011)         | Posizione massima |
| ------------------------- | ----------------- |
| Australia                 | 37                |
| Belgio (Fiandre)          | 30                |
| Belgio (Vallonia)         | 36                |
| Francia                   | 38                |
| Germania                  | 8                 |
| Irlanda                   | 53                |
| Norvegia                  | 18                |
| Regno Unito               | 44                |
| Spagna                    | 70                |
| Stati Uniti               | 15                |
| Stati Uniti (alternative) | 4                 |
| Stati Uniti (digital)     | 5                 |
| Stati Uniti (electronic)  | 1                 |
| Stati Uniti (independent) | 3                 |
| Stati Uniti (rock)        | 5                 |
| Svizzera                  | 65                |